# Жиди
Жиди (фр. Gidy) је насељено место у Француској у региону Центар, у департману Лоаре.
По подацима из 2011. године у општини је живело 1626 становника, а густина насељености је износила 68,01 становника/km².

## Демографија
| 1962. | 1968. | 1975. | 1982. | 1990. | 2011. |
| ----- | ----- | ----- | ----- | ----- | ----- |
| 735   | 736   | 1.037 | 1.252 | 1.450 | 1.626 |